# 湊川 (香川県)
湊川（みなとがわ）は、香川県東部を流れる湊川水系の本流で、二級河川。

## 地理
香川県東かがわ市五名の讃岐山脈東女体山に発し、東流ののち北東へ流れを変える。白鳥市街地の西側（香川県東かがわ市湊）にて播磨灘に注ぐ。上流域はほぼ中央構造線に沿っている。

## 流域の自治体
香川県
東かがわ市

## 主な支流
- 黒川
- 正守川
- 友森川
- 兼弘川
- 東山川
- 新川

## 利水施設
- 五名ダム（香川県東かがわ市入野山/東かがわ市五名）1962年完成。

## 並行する交通

### 道路
- 国道377号
- 国道318号

## 流域の観光地
- 白鳥神社
- 白鳥海岸